# Lasche
Lasche bezeichnet
- ein längliches Stück Leder, Textil oder Papier, welches oft Teil eines Kleidungsstücks oder einer Tasche ist und als Verschluss dient oder
- ein flaches Werkstück oder Bauteil, das meist von rechteckiger oder länglicher Form ist und zum Fixieren, Befestigen oder Verbinden genutzt wird.

Im Holzbau werden Laschen seitlich an Bohlen und Balken genagelt oder geschraubt, um diese miteinander zu verbinden. Mit einem Laschenstoß werden Bauteile längs miteinander verbunden bzw. gestoßen. Längere, parallel und beidseitig der zu verbindenden Bauteile geführte Laschen werden auch als Zange bezeichnet.
Aufreißlaschen dienen dem Verschluss von Getränke- und Konservendosen aus Aluminium oder Weißblech.
Die Tätigkeit des Laschens bezeichnet das Verzurren von Gegenständen bzw. Fracht, vor allem in der Seefahrt.

## Etymologie
Das Wort Lasche ist sprachlich verwandt mit lasch und hat im Mittelhochdeutschen die Bedeutung Lappen oder Fetzen. Gemeint ist etwas schlaff Herabhängendes.

## Anwendungen
Briefumschläge besitzen häufig dreieckige Laschen aus Papier, mit denen sie verschlossen werden. Verwendung, so werden die sogenannten Aufreißlaschen zum Öffnen der Metallbehälter verwendet.
Rucksäcke und Taschen wurden früher mit gelochten Laschen aus Leder verschlossen, wie es heute noch bei Ledergürteln üblich ist.
Bei Schuhen ist die Lasche (Zunge) ein zungenförmig bis rechteckiger Teil in der Mitte des Oberleders, über dem die Schnürsenkel zusammengezogen werden. Diese Zunge dichtet den Schuh beim Verschließen ab und erhöht den Komfort beim Tragen.
Im Metall- und Stahlbau verbinden Laschen häufig Stahlträger oder Bauteile aus Flachstahl mittels Schrauben und Muttern oder Niete. Dieses Verbindungsverfahren hat durch den verstärkten Einsatz des Schweißens erheblich an Bedeutung verloren.
Auch Eisenbahnschienen werden durch Laschen verbunden. In Deutschland wurde dieses Verfahren durch das Thermitschweißen verdrängt und wird nur noch in Ausnahmefällen (Baustellen, Schienenbruch usw.) an den Schienenstößen angewendet.

Die Lasche (a) dient zum Verschließen des Briefumschlags.
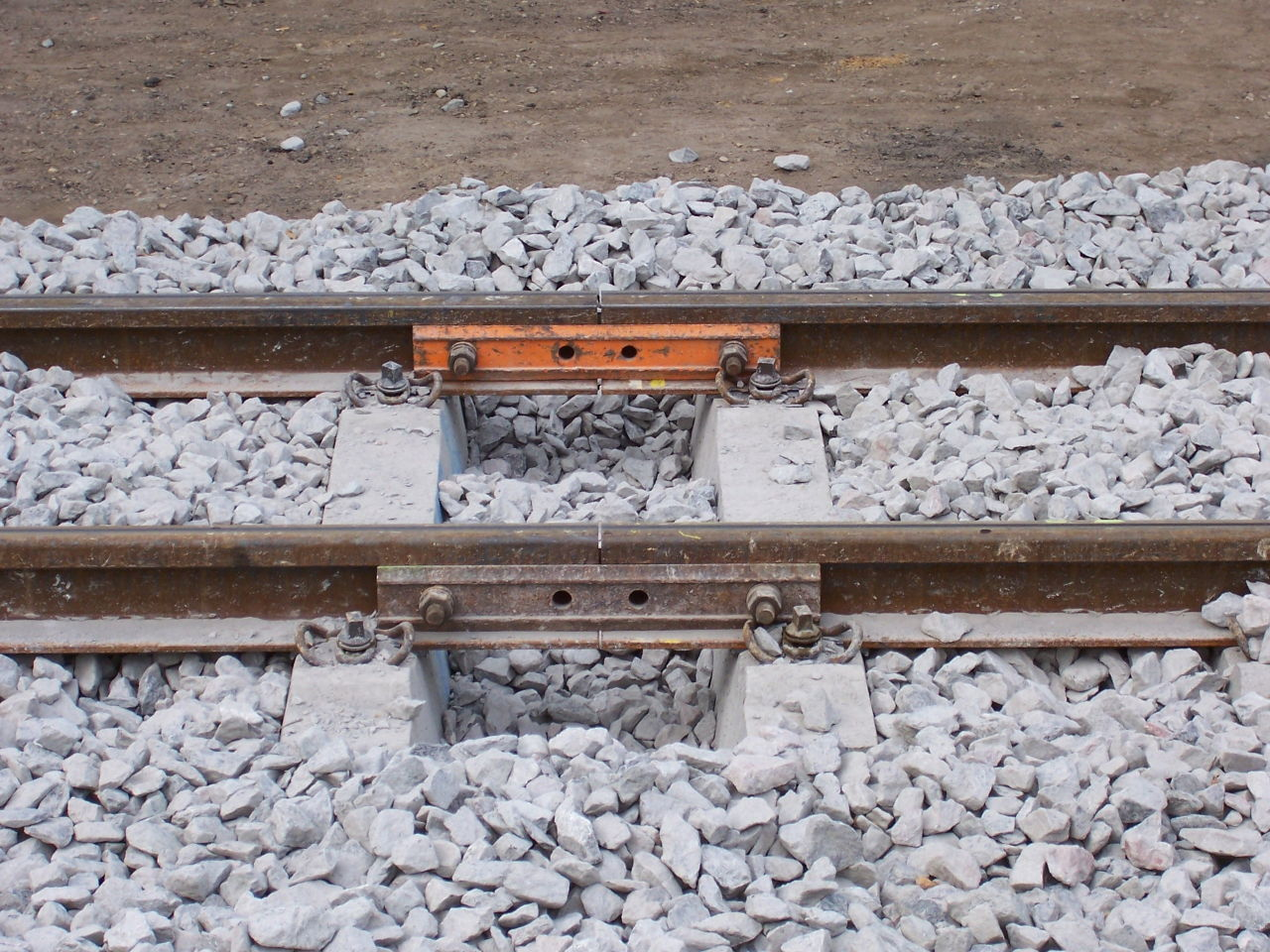
Mit Laschen verschraubter Schienenstoß.